# Middleton, Cumbria
Middleton är en by och en civil parish i Cumbria, England. Orten har 109 invånare (2001). Den har en kyrka.